# Cristina Neagu
Cristina Georgiana Neagu (Boekarest, 26 augustus 1988) is een Roemeense professionele handballer die speelt als Linkeropbouw voor CSM Bucureşti en het Roemeense nationale team .
Vaak beschouwd als de beste speler ter wereld en door velen in de sport beoordeeld als de beste aller tijden, is Neagu de enige vrouwelijke handbalspeler in de geschiedenis die vier keer werd uitegeroepen tot IHF wereldhandbalspeler van het jaar (in 2010, 2015, 2016 en 2018). Ze won ook de EHF Player of the Year-prijs in 2017 en 2018 (een record). Ze is zeven keer geselecteerd voor het EHF Champions League All-Star Team (2015-18 en 2020-22).
Neagu, een productieve doelpuntenmaker, is de leider aller tijden op het EK in gescoorde doelpunten (264). Ze was de topscorer van het Wereldkampioenschap 2015 en werd uitgeroepen tot MVP van het toernooi. Ze werd drie keer topscorer van de EHF Champions League in de seizoenen 2014-15, 2017-18 en 2021-22 .
Neagu kreeg de onderscheiding Ereburger(Cetățean de onoare) van de stad Boekarest in 2017.

## Vroege leven
Cristina Neagu is de dochter van Vasilica en Constantin Neagu. Ze werd geboren in Boekarest, Roemenië en groeide op in het district Ghencea, als jongste van drie kinderen. Maria Covaci, de plaatselijke middelbare schoolcoach, liet haar kennismaken met handbal toen ze 12 jaar oud was.

## Professionele carrière

### Blessure
Tijdens het seizoen 2010-11 werd haar rechterschouderkraakbeen beschadigd. Op 10 oktober 2012 keerde Neagu terug om te spelen in de Roemeense Women's Handball League op 605 dagen (ongeveer 1 jaar en 7 maanden) na een blessure en nadat ze een langdurige behandeling had ondergaan in de Verenigde Staten.
Tijdens een training in januari 2013 raakte ze opnieuw ernstig geblesseerd. Neagu stond zes maanden langs de kant na een operatie aan de linkerknie vanwege gescheurde kruisbanden.

### Comeback en latere carrière
Na bijna twee en een half jaar van blessures bereikte Neagu opnieuw de eindfase van het Champions League toernooi, dit keer in 2014 met het Montenegrijnse team Budućnost.
Op 21 december 2014 werd ze uitgeroepen tot beste linkeropbouw van het EK 2014. Ze behoorde ook tot de meest scorende speelsters van het toernooi en eindigde op de tweede plaats in de topscorerslijst.
Na een uitstekend seizoen 2013-14 werd ze opnieuw genomineerd voor de IHF wereldhandbalspeler van het jaar, maar deze keer verloor ze van Eduarda Amorim en werd uitgeroepen tot de op één na beste speler ter wereld met 25,8% van de stemmen.
Neagu won haar eerste Champions League-trofee in 2015 na een uitstekend seizoen, stond bovenaan de lijst met doelpuntenmakers naast Andrea Penezić en werd uitgeroepen tot de beste linksback van het toernooi.
Ze werd uitgeroepen tot MVP-speler op het Wereldkampioenschap 2015 in Denemarken, waar ze 63 doelpunten maakte - als topscorer in de competitie.
Neagu bereikte drie keer de slotfase van de Champions League (in 2010, 2014 en 2015 ). Ze maakte drie keer deel uit van het Europees Kampioenschap All-Star Team (2010, 2014 en 2016). Ze ontving een bronzen medaille op het EK 2010. Daarnaast was ze ook de topscorer en de speelster met de meeste assists op dat toernooi.
Een zware blessure zette Neagu opnieuw buitenspel in de laatste wedstrijd van de hoofdronde tegen Hongarije op het Europees Kampioenschap van 2018, toen ze op koers lag om topscorer van het toernooi te worden. Ze scheurde haar achterste kruisband en moest geopereerd worden aan haar rechterknie.

## Privéleven
Neagu is een grote voetbalfan en een groot voorstander van het lokale team Steaua Bucureşti, en woont hun wedstrijden bij in het Arena Națională -stadion.

### Individueel
IHF
- 4 × IHF Wereldspeler van het Jaar : 2010, 2015, 2016, 2018[1]
- IHF Wereld Rookie van het Jaar: 2009[2]
- Wereldkampioenschap Meest Waardevolle Speler: 2015
- Wereldkampioenschap Topscorer: 2015
- Wereldkampioenschap All-Star Team Linksback: 2015
- Wereld Jeugdkampioenschap Meest Waardevolle Speler: 2006

EHF
- 2× EHF Speler van het Jaar : 2017, 2018
- Europees Kampioenschap All-Time Topscorer (264 goals)[3]
- Europees Kampioenschap Topscorer: 2010
- Europees kampioenschap meeste assists: 2010
- 3× Europees Kampioenschap All-Star Team Linksback: 2010, 2014, 2016, 2022
- Europees Jeugdkampioenschap Meest Waardevolle Speler: 2005[4]
- Europees Kampioenschap Junioren All-Star Team Linksback: 2007[5]
- Cup Winners' Cup Topscorer: 2008
- 3× Champions League- topscorer: 2015, 2018, 2022
- 7× Champions League All-Star Team Linksback: 2015, 2016, 2017, 2018, 2020,[6] 2021,[7] 2022[8]

nationaal
- 6 × Roemeense Speler van het Jaar: 2009, 2010, 2015, 2016, 2017, 2018[9]
- Roemeense sporter van het jaar: 2015[10]
- Brașov County Sporter van het Jaar: 2008[11]
- Meest Waardevolle Speler van de Liga Națională: 2020[12]
- 3× Liga Națională Beste Roemeense Speler: 2017, 2018, 2019[13]
- Cupa României Final Four Most Valuable Player: 2018[14]
- 3× Pro Sport Meest Waardevolle Speler van de Liga Națională: 2018,[15] 2020[16] 2021[17]
- 3× Pro Sport All-Star Team linksachter in de Liga Națională: 2018,[15] 2020[16] 2021[17]

Overig
- 3× Handbal-Planet Wereldspeler van het Jaar: 2015, 2016, 2018[18]
- 6× Handbal-Planet All-Star Team Linksback: 2014,[19] 2015,[20] 2016,[21] 2017,[22] 2018[23] 2020[24]
- TV 2 Noorwegen Wereldspeler van het Jaar: 2018[25]
- TV 2 Noorwegen All-Star Team Linksback: 2018[25]
- TV 2 Noorwegen All-Star Team Linksachter van het Europees Kampioenschap : 2018[25]
- 2× Wereldbeker Meest Waardevolle Speler: 2009,[26] 2010[27]
- 2× Karpaten Trofee Meest Waardevolle Speler: 2017, 2018
- 2× Karpaten Trofee Topscorer: 2006,[5] 2015
- 2× Boekarest Trophy All-Star Team Linksback: 2014, 2015